# Deutsche Volleyball-Bundesliga 1985/86 (Frauen)
Die Saison 1985/86 der Volleyball-Bundesliga war die zehnte Ausgabe dieses Wettbewerbs. Der SV Lohhof wurde zum vierten Mal Deutscher Meister. Stuttgart und Ettlingen mussten absteigen, Augsburg zog sich nach der Saison zurück.

## Mannschaften
In dieser Saison spielten zehn Mannschaften in der Bundesliga:
- FC Augsburg
- TSV Rudow Berlin
- SV Ettlingen
- SG/JDZ Feuerbach
- SV Lohhof
- USC Münster
- VfL Oythe
- TG Rüsselsheim
- TuS Stuttgart
- TSV Vilsbiburg

Als Titelverteidiger trat der FC Augsburg an, dessen Mannschaft von der TG Viktoria Augsburg gewechselt hatte. Aufsteiger waren der SV Ettlingen und der TSV Rudow Berlin.

## Tabelle Hauptrunde
|     | Verein         | Punkte | Sätze |
| --- | -------------- | ------ | ----- |
| 1.  | Münster        | 34:2   | 53:11 |
| 2.  | Lohhof         | 32:4   | 51:14 |
| 3.  | Feuerbach      | 28:8   | 47:21 |
| 4.  | Augsburg (M,P) | 24:12  | 42:24 |
| 5.  | Oythe          | 16:20  | 29:37 |
| 6.  | Berlin (N)     | 14:22  | 28:39 |
| 7.  | Rüsselsheim    | 10:26  | 25:43 |
| 8.  | Vilsbiburg     | 10:26  | 25:45 |
| 9.  | Stuttgart      | 8:28   | 20:43 |
| 10. | Ettlingen (N)  | 4:32   | 9:52  |

## Tabelle Endrunde
Die vier bestplatzierten Mannschaften der Hauptrunde bestritten die Endrunde. Die in der Hauptrunde erzielten Punkte wurden halbiert in die Endrunde mitgenommen.
|    | Verein         | Punkte | Sätze |
| -- | -------------- | ------ | ----- |
| 1. | Lohhof         | 26:4   | 67:21 |
| 2. | Feuerbach      | 24:6   | 62:30 |
| 3. | Münster        | 19:11  | 61:27 |
| 4. | Augsburg (M,P) | 14:16  | 50:39 |

|     | Absteiger in die 2. Bundesliga bzw. Rückzug |
| (M) | Meister der Vorsaison                       |
| (P) | Pokalsieger der Vorsaison                   |
| (N) | Aufsteiger aus der 2. Bundesliga            |